# Philarius minor
Philarius minor is een garnalensoort uit de familie van de Palaemonidae. De wetenschappelijke naam van de soort is voor het eerst geldig gepubliceerd in 2011 door Marin & Anker.